# Národní šampionát AAA v roce 1950
39. Národní šampionát AAA 1950 nebo American Automobile Association (AAA) National Championship Trail zahájil sezónu nemistrovským závodem MGM Sweepstakes v Arlingtonu 1. května , kde zvítězil Duane Carter . První bodovaným závodem byl slavný závod na 500 mil v Indianapolis a zvítězil v něm šampión z roku 1949 Johnnie Parsons. Posledním podnikem byl závod na 200 mil Darlington a jejím vítězem byl tak jak v Indianapolis, Johnnie Parsons. Šampionát AAA se skládal celkem z 15 závodu, přičemž se do konečného hodnocení započítávalo umístění ve 13 závodech. Mistrovství bylo poměrně vyrovnané a bodový rozdíl prvních třech jezdců byl nepatrný. Zvítězil Henry Banks (1390) před Walt Faulknerem (1317) a Johnnie Parsonsem (1313).

## Pravidla
Bodový systém:
| *   | Závod na 100 mil | Závod na 150 mil | Závod na 200 mil | Závod na 500 mil |
| 1.  | 200 bodů         | 300 bodů         | 400 bodů         | 1000 bodů        |
| 2.  | 160 bodů         | 240 bodů         | 320 bodů         | 800 bodů         |
| 3.  | 140 bodů         | 210 bodů         | 280 bodů         | 700 bodů         |
| 4.  | 120 bodů         | 180 bodů         | 240 bodů         | 600 bodů         |
| 5.  | 100 bodů         | 150 bodů         | 200 bodů         | 500 bodů         |
| 6.  | 80 bodů          | 120 bodů         | 160 bodů         | 400 bodů         |
| 7.  | 60 bodů          | 90 bodů          | 120 bodů         | 300 bodů         |
| 8.  | 50 bodů          | 75 bodů          | 100 bodů         | 250 bodů         |
| 9.  | 40 bodů          | 60 bodů          | 80 bodů          | 200 bodů         |
| 10. | 30 bodů          | 45 bodů          | 60 bodů          | 150 bodů         |
| 11. | 20 bodů          | 30 bodů          | 40 bodů          | 100 bodů         |
| 12. | 10 bodů          | 15 bodů          | 20 bodů          | 50 bodů          |

- Pokud byl závod zkrácen, body se přepočítávali dle procent ujeté vzdálenosti (to znamená že závod na 500 mil v Indianapolis 1950 vypsaný na 200 kol se zkrátil na 138 kol, bylo tedy odjeto 69% původní délky. Vítěz tedy nezískal 100 % bodů, ale pouze 69% bodů tedy místo 1000 bodů bral 690 bodů.
- Pokud se jezdci střídali v řízení jednoho vozu dělili si body podle ujeté vzdálenosti.

## Závody

### Započítávané do šampionátu
| Datum        | Závod                      | Okruh                        | Vítěz             | Vůz           | Výsledky |
| ------------ | -------------------------- | ---------------------------- | ----------------- | ------------- | -------- |
| 30. květen   | 500 v Indianapolis         | Indianapolis                 | Johnnie Parsons   | Kurtis 1000   | Výsledky |
| 11. červen   | Rex Mays Classic           | The Milwaukee Mile           | Tony Bettenhausen | Wetteroth     | Výsledky |
| 25. červen   | 100 mil Langhorne          | Langhorne Speedway           | Jack McGrath      | Kurtis 3000   | Výsledky |
| 19. srpen    | 100 mil Springfield        | Illinois State Fairgrounds   | Paul Russo        | Russo/Nichels | Výsledky |
| 27. srpen    | 200 mil Milwaukee          | The Milwaukee Mile           | Walt Faulkner     | Kurtis 2000   | Výsledky |
| 4. září      | Pikes Peak Auto Hill Climb | Pikes Peak                   | Al Rogers         | ?             | Výsledky |
| 9. září      | 100 mil Syracuse           | New York State Fairgrounds   | Jack McGrath      | Kurtis 3000   | Výsledky |
| 10. září     | 100 mil Detroit            | Michigan State Fairgrounds   | Henry Banks       | Moore         | Výsledky |
| 1. říjen     | 100 mil Springfield        | Illinois State Fairgrounds   | Tony Bettenhausen | Kurtis        | Výsledky |
| 15. říjen    | 100 mil Golden State       | California State Fairgrounds | Duke Dinsmore     | Kurtis 2000   | Výsledky |
| 11. listopad | 100 mil Phoenix            | Arizona State Fairgrounds    | Jimmy Davies      | Ewing         | Výsledky |
| 26. listopad | 150 mil Bay Meadows        | Bay Meadows Race Track       | Tony Bettenhausen | Kurtis        | Výsledky |
| 10. prosinec | 200 mil Darlington         | Darlington Raceway           | Johnnie Parsons   | Russo/Nichels | Výsledky |

### Nezapočítávané do šampionátu
| Datum     | Závod                    | Okruh                   | Vítěz        | Vůz        | Výsledky |
| --------- | ------------------------ | ----------------------- | ------------ | ---------- | -------- |
| 1. květen | MGM Sweepstakes          | Arlington Downs Raceway | Duane Carter | Sprint Car | Výsledky |
| 12. srpen | Indianapolis Sweepstakes | Williams Grove Speedway | Troy Ruttman | Wetteroth  | Výsledky |